# FIDE Grand Swiss
Das FIDE Grand Swiss ist ein internationales Schachturnier nach Schweizer System, das von der FIDE seit 2019 ausgetragen wird. Es hat besondere Bedeutung, da sich über das Turnier zwei Spieler direkt für das Kandidatenturnier zur Schachweltmeisterschaft qualifizieren. Seit 2021 findet parallel auch ein Turnier speziell für Frauen statt, bei dem ebenfalls Plätze für das Kandidatenturnier der Frauen vergeben werden.

## Modus
Das Grand Swiss wird unter Nutzung des Schweizer Systems über 11 Runden ausgetragen. Die Partien werden mit klassischer Bedenkzeit vollzogen: jeweils 100 Minuten Startzeit für beide Spieler, zusätzliche 50 Minuten nach dem 40. Zug sowie weitere 15 Minuten nach dem 60. Zug der Partie. Des Weiteren kommt ein Zeitinkrement von 30 Sekunden bereits ab dem ersten Zug zur Anwendung. Ein Remis durch Einigung zwischen den Spielern ist erst nach 30 Zügen möglich.
Bei Gleichstand nach Punkten werden in der Endwertung zur Ermittlung der genauen Platzierung nacheinander folgende Tie-Breaks herangezogen:
1. durchschnittliche Elo-Zahl der Gegner, wobei der schlechteste Wert gestrichen wird
2. Buchholz-Zahl, wobei der schlechteste Wert gestrichen wird
3. Buchholz-Zahl
4. direkter Vergleich betroffener Spieler
5. Losentscheid

Zum offenen Turnier teilnahmeberechtigt sind bis zu 100 Spieler, die sich über die aktuelle Weltrangliste für die Teilnahme qualifizieren. Hinzu kommen die Frauen-Weltmeisterin (aktuell: Ju Wenjun), vier vom FIDE-Präsidenten nominierte Spieler, je ein Spieler, der von den Präsidenten der vier Kontinentalverbände nominiert wird, und 5 Spieler, die vom Veranstalter nominiert werden.
Am Turnier der Frauen nehmen bis zu 50 Spielerinnen teil: 40 Spielerinnen sind über die Weltrangliste qualifiziert, vier Nominierungen werden durch die Kontinentalverbände vergeben, hinzu kommen bis zu vier Einladungen durch den FIDE-Präsidenten sowie bis zu zwei durch den Veranstalter.

## „Offenes“ Turnier
| Jahr | Austragungsort        | Sieger                 | Punkte | Zweiter         | Punkte | Dritter           | Punkte |
| ---- | --------------------- | ---------------------- | ------ | --------------- | ------ | ----------------- | ------ |
| 2019 | Santon, Isle of Man   | Wang Hao               | 8      | Fabiano Caruana | 8      | Kirill Alexejenko | 7½     |
| 2021 | Riga, Lettland        | Alireza Firouzja       | 8      | Fabiano Caruana | 7½     | Grigori Oparin    | 7½     |
| 2023 | Douglas, Isle of Man  | Santosh Gujrathi Vidit | 8½     | Hikaru Nakamura | 8      | Andrei Jessipenko | 7½     |
| 2025 | Samarqand, Usbekistan |                        |        |                 |        |                   |        |

## Frauenturnier
| Jahr | Austragungsort       | Siegerin          | Punkte            | Zweite            | Punkte            | Dritte            | Punkte            |
| ---- | -------------------- | ----------------- | ----------------- | ----------------- | ----------------- | ----------------- | ----------------- |
| 2019 | nicht ausgetragen    | nicht ausgetragen | nicht ausgetragen | nicht ausgetragen | nicht ausgetragen | nicht ausgetragen | nicht ausgetragen |
| 2021 | Riga, Lettland       | Lei Tingjie       | 9                 | Elisabeth Pähtz   | 7½                | Zhu Jiner         | 7                 |
| 2023 | Douglas, Isle of Man | R. Vaishali       | 8½                | Anna Musytschuk   | 8                 | Tan Zhongyi       | 7½                |